# Aleksandar Ivović
Aleksandar Ivović, kyrillisch Александар Ивовић, (* 24. Februar 1986 in Baošići, Jugoslawien) ist ein montenegrinischer Wasserballspieler. Er war mit der montenegrinischen Nationalmannschaft Weltmeisterschaftszweiter 2013 und Europameister 2008. 2012 und 2016 war er Europameisterschaftszweiter, 2020 Europameisterschaftsdritter.

## Karriere
Aleksandar Ivović spielte zunächst für PKV Jadran in Herceg Novi. Ab 2010 war er mit einem Jahr Unterbrechung beim italienischen Serienmeister Pro Recco. Mit diesem Verein gewann er neun italienische Meistertitel.
Der 1,97 m große Aleksandar Ivović spielte bei den Mittelmeerspielen 2005 in der Mannschaft von Serbien und Montenegro und gewann die Bronzemedaille hinter Spanien und Italien. 2005 siegte Ivović mit der Mannschaft von Serbien und Montenegro bei der Universiade in Izmir, 2007 in Bangkok gewann er mit der Mannschaft Montenegros.
Bei der Europameisterschaft 2008 in Malaga trafen im Finale die Mannschaften aus Montenegro und aus Serbien aufeinander. Montenegro siegte in der Verlängerung mit 6:5 und gewann damit den ersten Titel bei einer internationalen Meisterschaft für das seit 2006 unabhängige Montenegro. Im gleichen Jahr nahm erstmals eine Mannschaft Montenegros an Olympischen Spielen teil. Beim olympischen Wasserballturnier in Peking belegte Montenegro in seiner Vorrundengruppe den dritten Platz. Mit einem 7:6 über Kroatien erreichten die Montenegriner das Halbfinale. Dort unterlag man den Ungarn mit 9:11, im Spiel um den dritten Platz siegte Serbien mit 6:4 gegen Montenegro. Ivović wurde in allen acht Spielen eingesetzt und erzielte insgesamt neun Treffer.
Erst vier Jahre später erreichten die Montenegriner wieder bei einer internationalen Meisterschaft die Medaillenränge. Bei der Europameisterschaft 2012 in Eindhoven trafen im Finale wieder die Mannschaften aus Serbien und Montenegro aufeinander, diesmal siegte Serbien mit 9:8. Bei den Olympischen Spielen 2012 in London belegten die Montenegriner in der Vorrunde den zweiten Platz hinter den Serben, der direkte Vergleich endete 11:11. Nach einem 11:9 im Viertelfinale über Spanien unterlagen die Montenegriner im Halbfinale mit 5:7 gegen Kroatien. Im Spiel um die Bronzemedaille gewann Serbien mit 12:11. Ivović erzielte 19 Tore, je drei in den beiden Partien gegen Serbien.
2013 bei den Weltmeisterschaften in Barcelona belegte die Mannschaft aus Montenegro in der Vorrunde den zweiten Platz hinter Griechenland. Mit einem 12:4 gegen Kanada im Achtelfinale und einem 9:8 gegen Serbien im Viertelfinale erreichten die Montenegriner das Halbfinale. Nach dem 10:8 gegen Italien verloren sie im Finale gegen die Ungarn mit 7:8. Aleksandar Ivović warf im Turnier 20 Tore, davon drei im Finale. 2014 unterlag die Mannschaft Montenegros bei der Europameisterschaft in Budapest im Halbfinale den Serben mit 9:10 und im Spiel um den dritten Platz den Italienern mit 9:11. Ivović warf insgesamt 19 Tore. 2015 erreichten die Montenegriner den fünften Platz bei den Weltmeisterschaften in Kasan. Aleksandar Ivović erzielte elf Treffer. Anfang 2016 bei der Europameisterschaft in Belgrad besiegten die Montenegriner im Achtelfinale die Franzosen und im Viertelfinale die Italiener. Nach einem 8:5-Halbfinalsieg über Ungarn verloren sie das Finale gegen Serbien mit 8:10. Bei den Olympischen Spielen in Rio de Janeiro belegten die Montenegriner in ihrer Vorrundengruppe den vierten Platz. Im Viertelfinale besiegten sie die Ungarn im Fünfmeterschießen. Nach einer 8:12-Halbfinalniederlage gegen die Kroaten verloren die Montenegriner auch das Spiel um Bronze mit 10:12 gegen Italien. Damit belegte die Mannschaft bei ihrer dritten Olympiateilnahme zum dritten Mal den vierten Platz. Aleksandar Ivović warf im Turnierverlauf insgesamt zehn Treffer, nachdem er in der Vorrunde nur zwei Tore erzielt hatte. Beim Fünfmeterwerfen gegen Ungarn verwandelte er den ersten Wurf für seine Mannschaft.
2018 erreichte Aleksandar Ivović mit der montenegrinischen Mannschaft den sechsten Platz bei der Europameisterschaft in Barcelona. Er erzielte 15 Treffer im Turnier. Zwei Jahre später gewannen die Montenegriner Bronze bei der Europameisterschaft 2020 in Budapest. Nach einem Viertelfinalsieg über die Italiener unterlagen sie den Ungarn im Halbfinale mit 8:10. Im Spiel um die Bronzemedaille gewann Montenegro mit 10:9 gegen Kroatien. Bei den 2021 ausgetragenen Olympischen Spielen in Tokio belegte die Mannschaft Montenegros den achten Platz.